# Eigentliche Flösselhechte
Die Eigentlichen Flösselhechte (Polypterus, von altgriechisch πολύ polý, deutsch ‚viel‘ und πτερόν pterón ,Flügel‘ ,Flosse‘) sind eine der zwei rezenten Gattungen aus der Unterklasse der Cladistia. Zusammen mit dem Flösselaal (Erpetoichthys calabaricus) bilden sie die Familie der Flösselhechte (Polypteridae). Das namensgebende Merkmal der Familie sind die fünf bis 18 dorsalen Flössel, die die Rückenflosse ersetzen und mit je einem Stachel ausgestattet sind. Die paarigen Flossen sitzen auf beschuppten, muskulösen „Armen“.
Flösselhechte besiedeln das tropische West- und Zentralafrika, im Osten bis zum Tanganjikasee. 
Die Tiere besitzen einen 30 cm bis 1 m langen, gestreckten Körper. Ein besonderes Merkmal der Flösselhechte ist, dass die Aufnahme von Sauerstoff nicht nur über die Kiemen erfolgt, sondern auch über die als Lunge dienende Schwimmblase. Zur Aufnahme von Sauerstoff müssen die Tiere daher regelmäßig zur Wasseroberfläche kommen, um atmosphärische Luft zu atmen.
Die Schuppen sind rautenförmige Ganoidschuppen und extrem hart und widerstandsfähig.
Die Flösselhechte führen ein räuberisches Leben. Ihr Speiseplan setzt sich aus Fischen, Fröschen, Krebsen und Insektenlarven zusammen.
Zur Fortpflanzung werden 200 bis 300 Eier abgelegt, die Larven schlüpfen je nach Wassertemperatur nach etwa vier Tagen, sie haben anfangs äußere Kiemen.

## Arten
Nach einer Mitte 2019 veröffentlichten Revision werden 13 Polypterus-Aerten anerkannt:

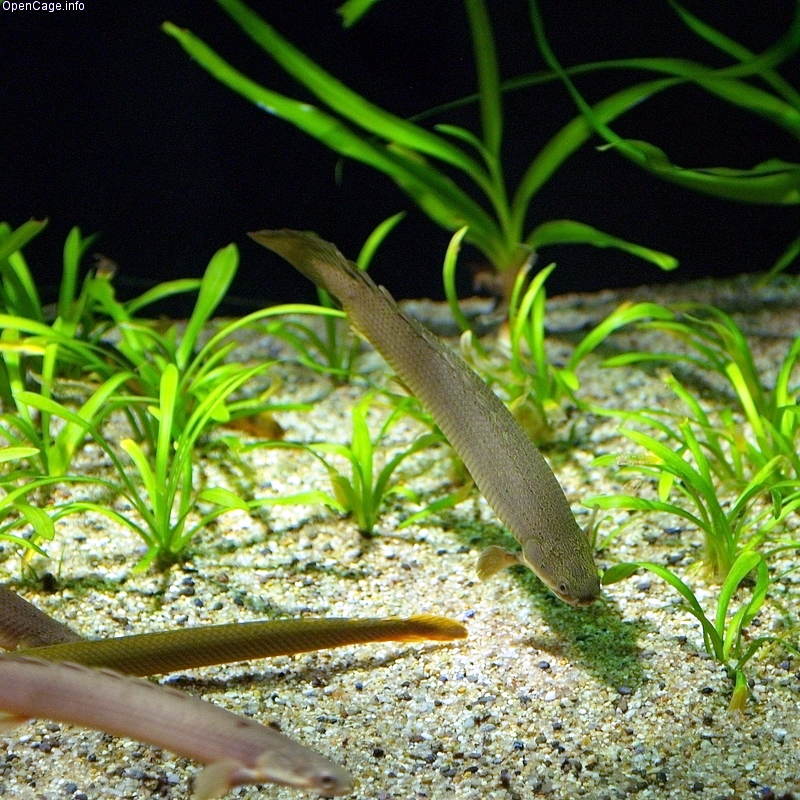
Senegal-Flösselhecht (Polypterus senegalus)

- Ansorges Flösselhecht (Polypterus ansorgii Boulenger, 1910)
- Nil-Flösselhecht (Polypterus bichir Lacépède, 1803)
- Kongoflösselhecht (Polypterus congicus Boulenger, 1898)
- Zaire-Flösselhecht (Polypterus delhezi Boulenger, 1899)
- Endlichers Flösselhecht (Polypterus endlicherii Heckel, 1847)
- Mokele-Mbembe-Flösselhecht (Polypterus mokelembembe Schliewen & Schäfer, 2006)
- Schmuck-Flösselhecht (Polypterus ornatipinnis Boulenger, 1902)
- Palmas-Flösselhecht (Polypterus palmas Ayres, 1850)
- Polypterus polli Gosse, 1988
- Polypterus retropinnis Vaillant, 1899
- Senegal-Flösselhecht (Polypterus senegalus Cuvier, 1829)
- Teugels-Flösselhecht (Polypterus teugelsi Britz, 2004)
- Weeks Flösselhecht (Polypterus weeksii Boulenger, 1898)